# Perranzabuloe
Perranzabuloe (in lingua cornica: Pyran yn Treth) è un villaggio e parrocchia civile della Cornovaglia occidentale (Inghilterra sud-occidentale), facente parte del distretto di Carrick.  La parrocchia civile è una delle più grandi della contea.

## Etimologia
Il nome in lingua cornica Pyran yn Treth significa letteralmente "(San) Piran nelle sabbie" e fa riferimento alla presenza in zona del santo, a cui è dedicata una cappella rinvenuta in loco nella sabbia nel 1835.

## Geografia fisica

### Collocazione
Il villaggio di Perranzabuloe si trova tra le località di Redruth e Newquay (rispettivamente a nord/nord-est della prima e a sud della seconda). Parte della parrocchia civile si affaccia sulla costa atlantica, ma il villaggio che le dà il nome è situato nell'entroterra.

### Suddivisione amministrativa della parrocchia civile di Perranzabuloe
La parrocchia civile di Perranzabuloe è composta dai seguenti villaggi:
- Perranzabuloe
- Callestick
- Chyverton
- Goonhavern
- Mellingy
- Mount
- Penhallow
- Perranporth

## Società

### Evoluzione demografica
Al censimento del 2011, la parrocchia civile di Perranzabuloe contava una popolazione pari a 5.737 abitanti. Nel 2001 ne contava 5.382.

## Storia
L'esistenza della parrocchia civile di Perranzabuloe è legata alla costruzione del monastero celtico di Lanpiran eretto già prima della conquista dell'Inghilterra da parte dei Normanni (datata 1066).

## Edifici e luoghi d'interesse
Tra i luoghi d'interesse, vi è la chiesa parrocchiale, dedicata a San Piran e fondata nel 1804.
Altro luogo d'interesse è il Perranzabuloe Museum, situato nel villaggio costiero di Perranporth.